# Блакитник східний
Блакитник східний(Sialia sialis) — вид горобцеподібних птахів родини дроздових (Turdidae). Поширений у східній частині Північної Америки.

## Поширення
Ареал поширення блакитника східного простягається по східній частині Північної та Центральної Америки. Там він населяє поля, відкриті лісові ландшафти, узлісся і парки.

## Підвиди
Відомо вісім підвидів:

- S. s. sialis (Linnaeus, 1758) — номінальна форма, поширена від південної та південно-східної Канади через східну та центральну частину США до північно-східної Мексики.
- S. s. grata Bangs, 1898 — цей підвид зустрічається в південній Флориді.
- S. s. bermudensis Verrill, AH, 1901 — Бермудські острови.
- S. s. nidificans Phillips, AR, 1991 — поширений у східно-центральній частині Мексики..
- S. s. fulva Brewster, 1885 — поширений від південного заходу США до центральної Мексики.
- S. s. guatemalae Ridgway, 1882 — в південно-східній Мексиці та Гватемалі.
- S. s. meridionalis Dickey & van Rossem, 1930 — цей підвид зустрічається в Сальвадорі, Гондурасі та північній частині Нікарагуа.
- S. s. caribaea Howell, TR, 1965 — ареал поширення цього підвиду простягається від східного Гондурасу до північно-східної Нікарагуа.

## Опис
Птах завдовжки 18 см, яскраво-блакитного забарвлення зверху, каштаново-коричневий на горлі, грудях і боках та білий на череві та крупі. Самиця набагато блідіша і має більшу білу ділянку живота.